# Piazza Mazzini (Castel Goffredo)
Piazza Mazzini è la piazza più importante della città di Castel Goffredo, in provincia di Mantova.

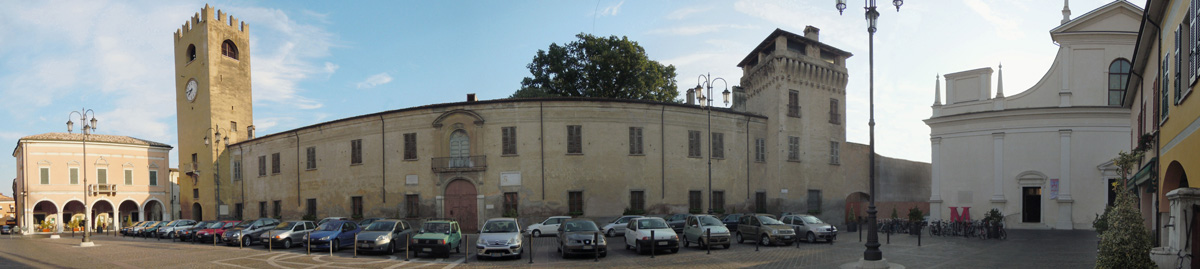
Panoramica di piazza Mazzini, lato nord

## Storia e descrizione

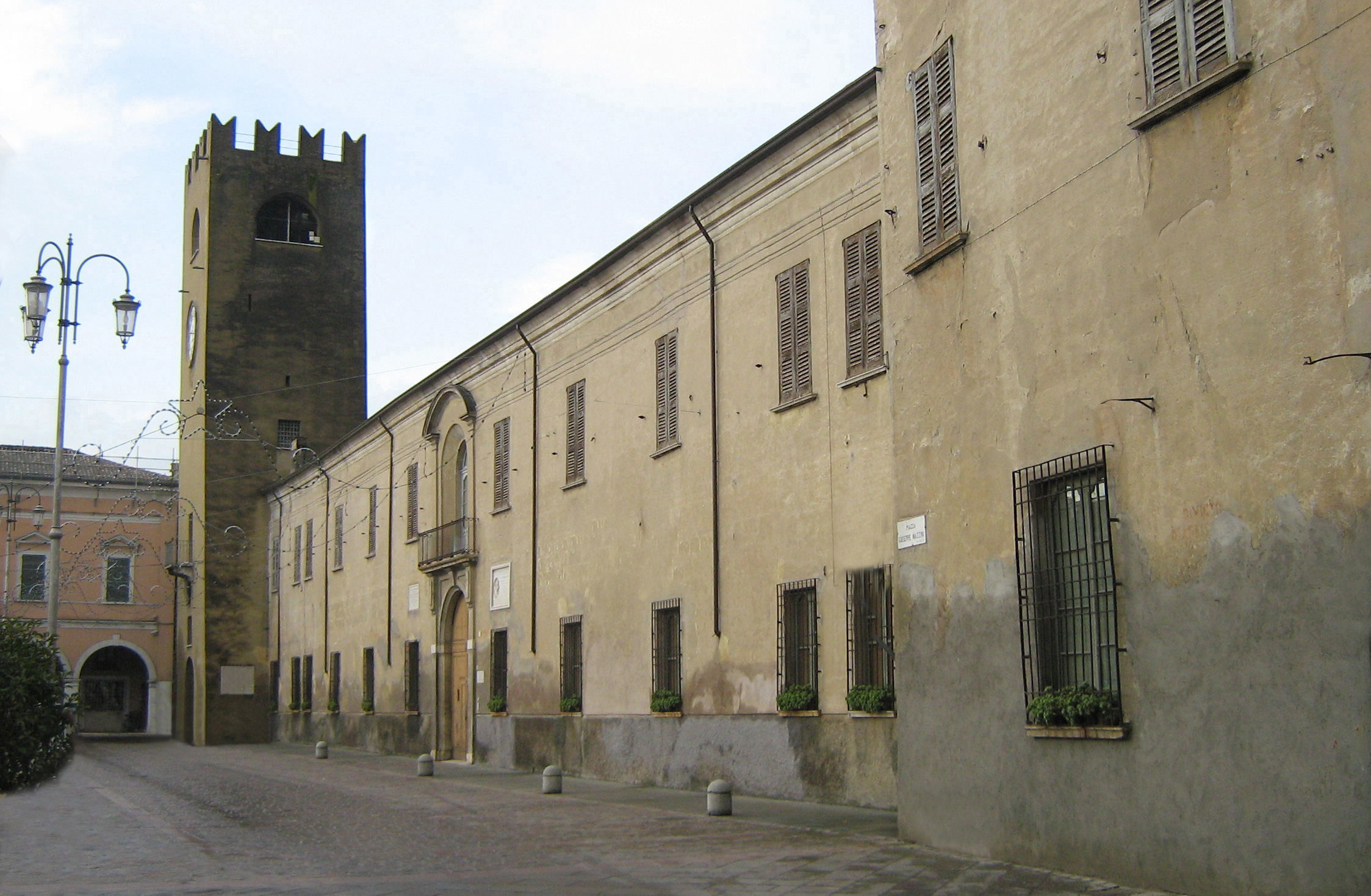
Palazzo Gonzaga-Acerbi

Rappresenta il cuore della città, centro politico, religioso e commerciale e su di essa si affacciano gli edifici più significativi: 
- palazzo Gonzaga-Acerbi, costituito dall'ex Palazzo del Vicario con la torre civica e il Torrazzo a nord;
- chiesa prepositurale di Sant'Erasmo a est;
- palazzo Riva
- portici quattrocenteschi con i negozi dei commercianti a sud;
- palazzo Municipale a ovest.

Il suo impianto planimetrico si è mantenuto pressoché immutato attraverso i secoli: la piazza è caratterizzata da una pianta rettangolare, corrispondente presumibilmente all'antico forum romano.
Esistente già agli inizi del Trecento, la piazza era attraversata dal canale Tartarello, allora scoperto, che alimentava anche il fossato di difesa antistante il palazzo dei signori di Castel Goffredo.
Ridisegnata agli inizi del Cinquecento durante il marchesato di Aloisio Gonzaga, è un luogo particolarmente suggestivo e scenografico ed è spesso scelta per ospitare eventi culturali, concerti e manifestazioni pubbliche, come il tradizionale carnevale di Castel Goffredo con l'elezione di re Gnocco.
È da sempre il centro della vita della città: dal 1457 vi si tenevano le fiere, le feste per l'arrivo dei vescovi ed anche le maggiori personalità che hanno visitato Castel Goffredo sono sempre passate da questa piazza: dall'imperatore Carlo V  il 28 giugno 1543, a San Carlo Borromeo nel 1580, a Vittorio Emanuele II  futuro re d'Italia nel maggio del 1848,
a Giuseppe Garibaldi, nei giorni 27-28-29 aprile 1862.
Il 3 gennaio 1593, sulla porta principale della chiesa prepositurale di Sant'Erasmo, venne assassinato Rodolfo Gonzaga, marchese di Castel Goffredo, mentre si recava alla messa accompagnato dalla moglie Elena e dalla figlia Cinzia.
All'interno di piazza Mazzini era da secoli collocata la fontana monumentale raffigurante Ercole che schiaccia l'idra, copia in marmo dell'opera attribuita al fontanaro bresciano Giuseppe Vischietti e allo scultore Antonio Carra (XVI secolo), attualmente inserita nella piazza XX Settembre ad Asola. Fu infatti donata agli asolani dal marchese Alfonso Gonzaga in segno di gratitudine per avergli concesso un prestito di trecento fiorini d'oro.
Nella storia ha subito diversi cambi di denominazione: piazza del Ponte dell'Olmo (Platea Pontis Ulmi), albero situato all'estremità della piazza e sotto la cui ombra, nel Medioevo, veniva amministrata la giustizia, poi piazza d'Armi, piazza Umberto I e quindi piazza Giuseppe Mazzini.
In alcuni periodi dell'anno al suo interno si tiene il mercato ambulante del giovedì, istituito con decreto del 1º luglio 1457 dal marchese Alessandro Gonzaga.
Sul lato dei portici è collocata una fontana in marmo del 1833, un tempo utilizzata a scopi potabili.

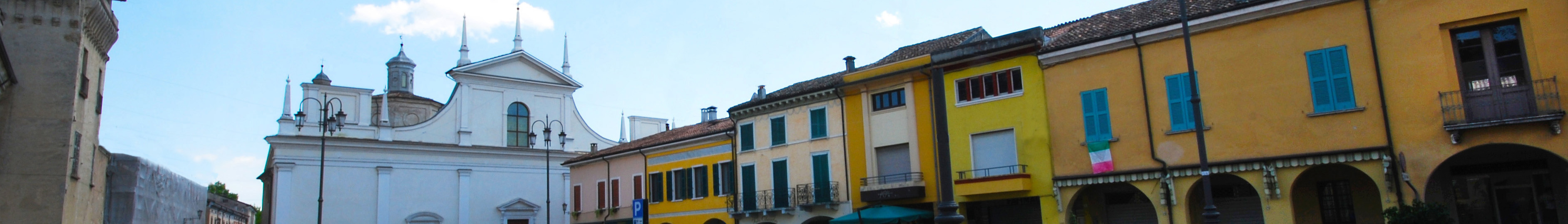
Piazza Mazzini, lato sud

## Galleria d'immagini

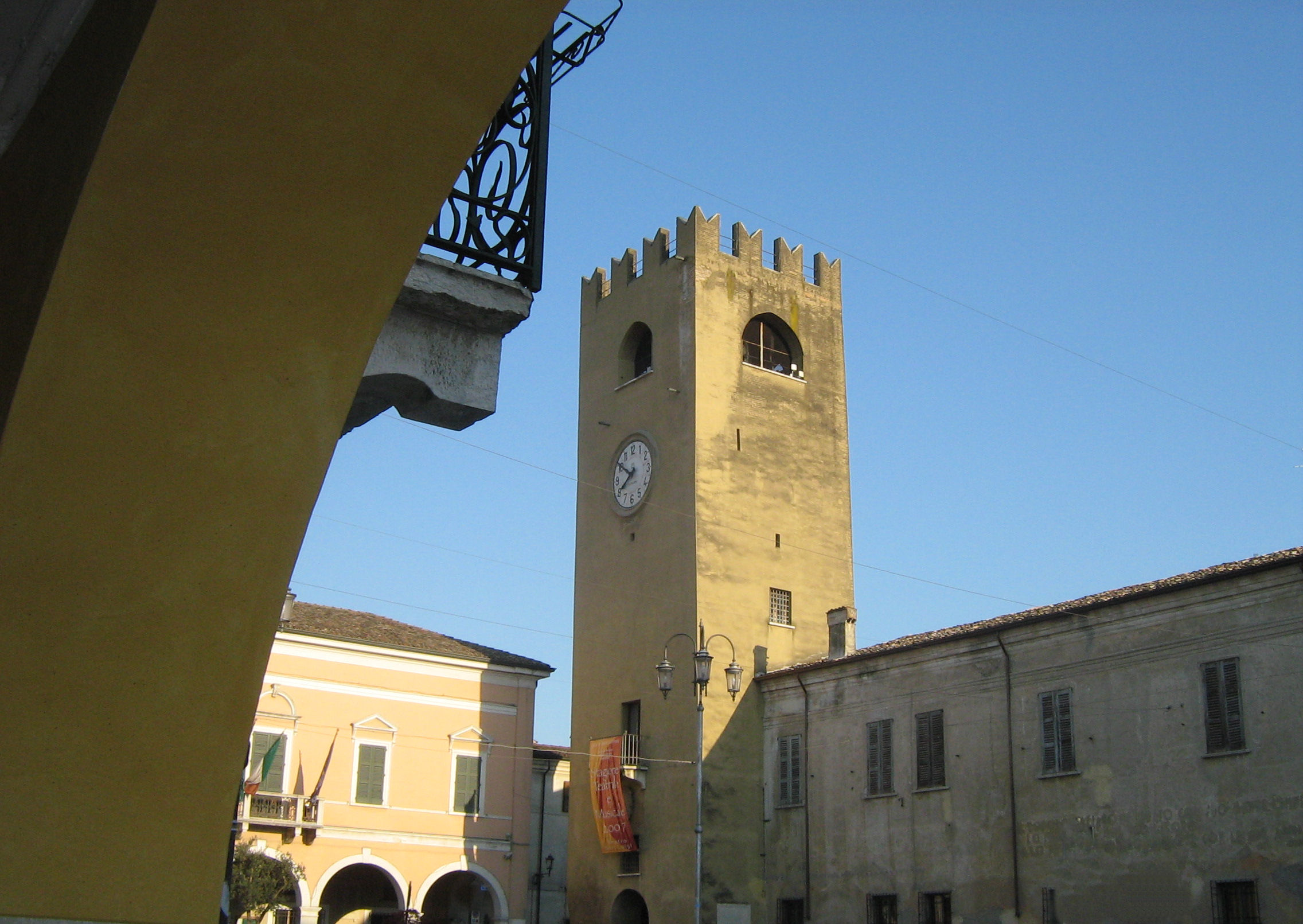
Piazza Mazzini e torre civica
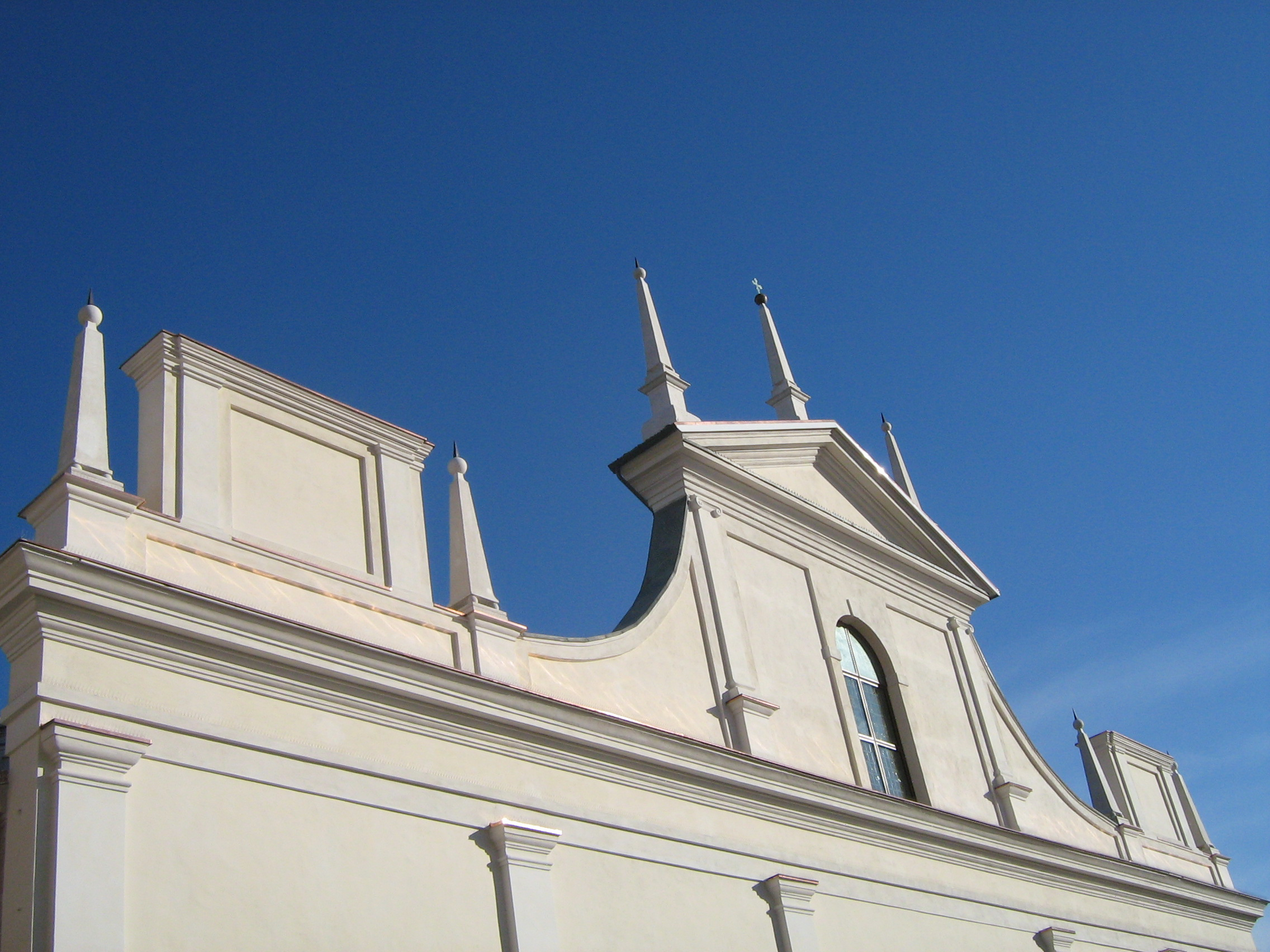
Chiesa prepositurale di Sant'Erasmo
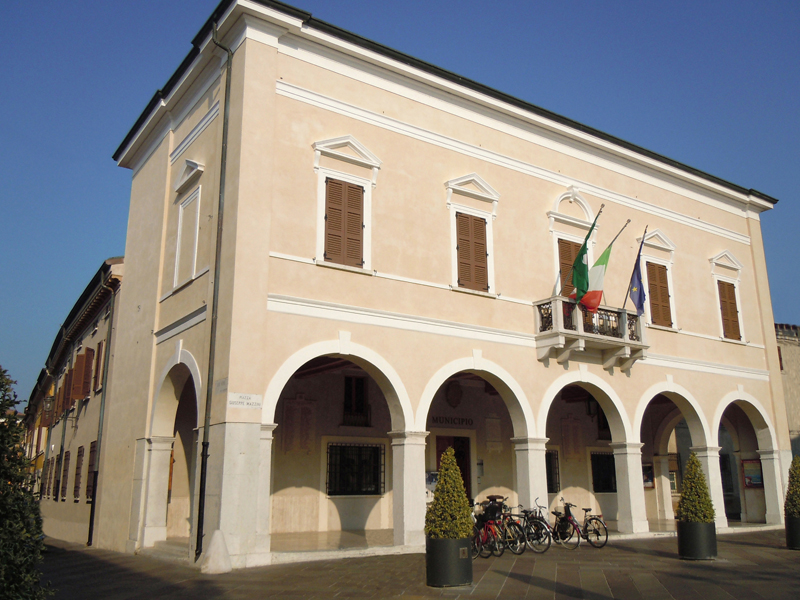
Palazzo Municipale
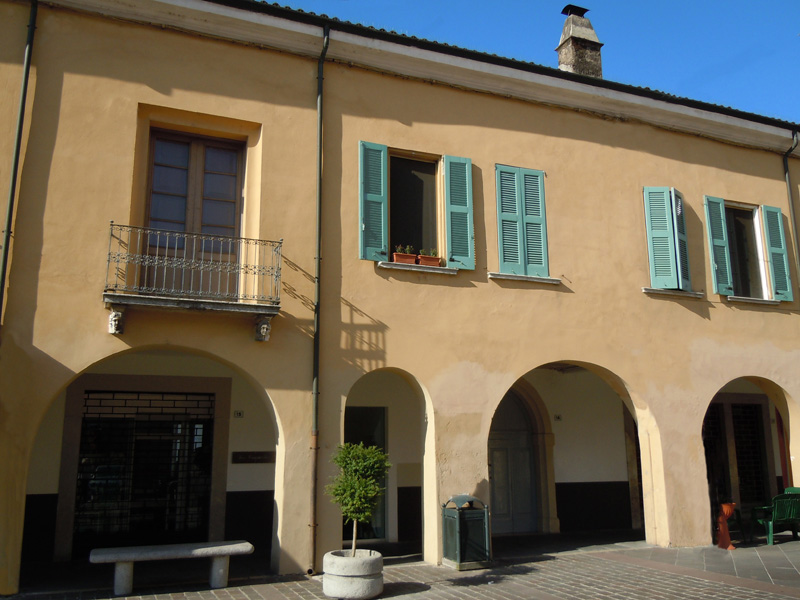
Palazzo Riva
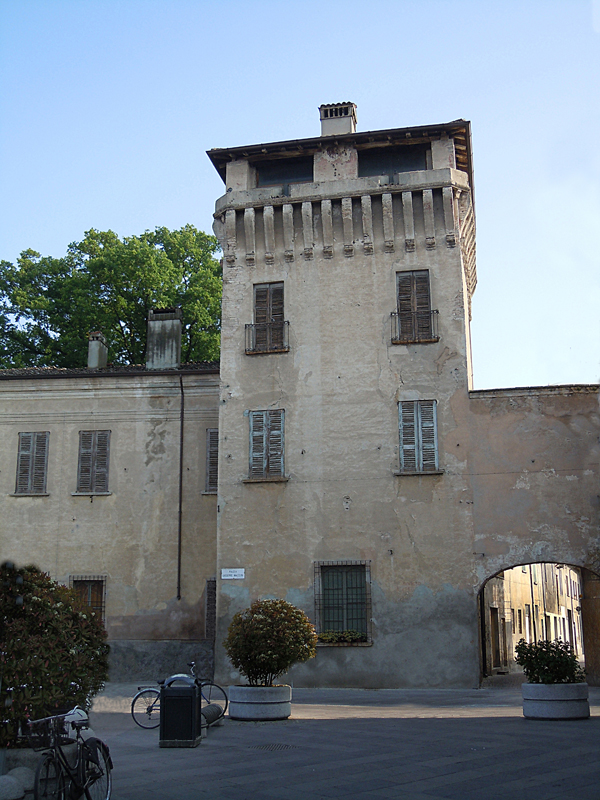
Il torrazzo
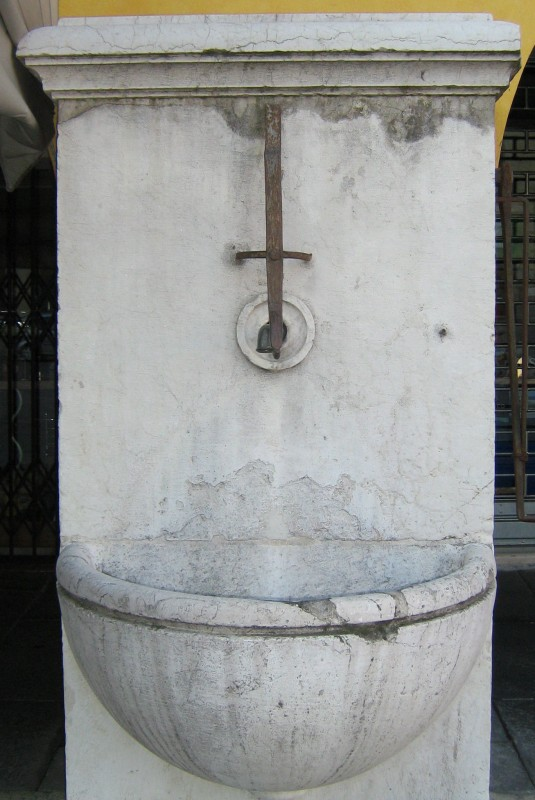
Fontana in marmo dell'Ottocento
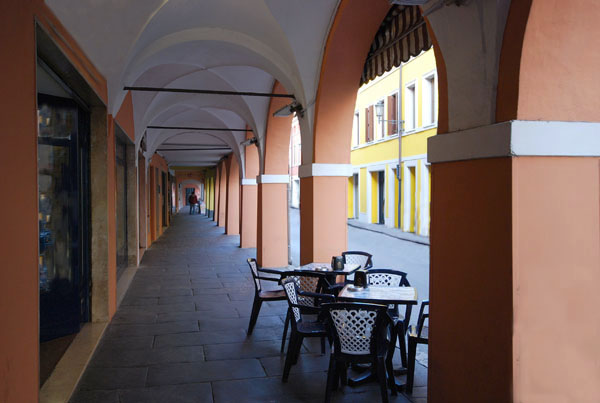
Portici quattrocenteschi

## Note

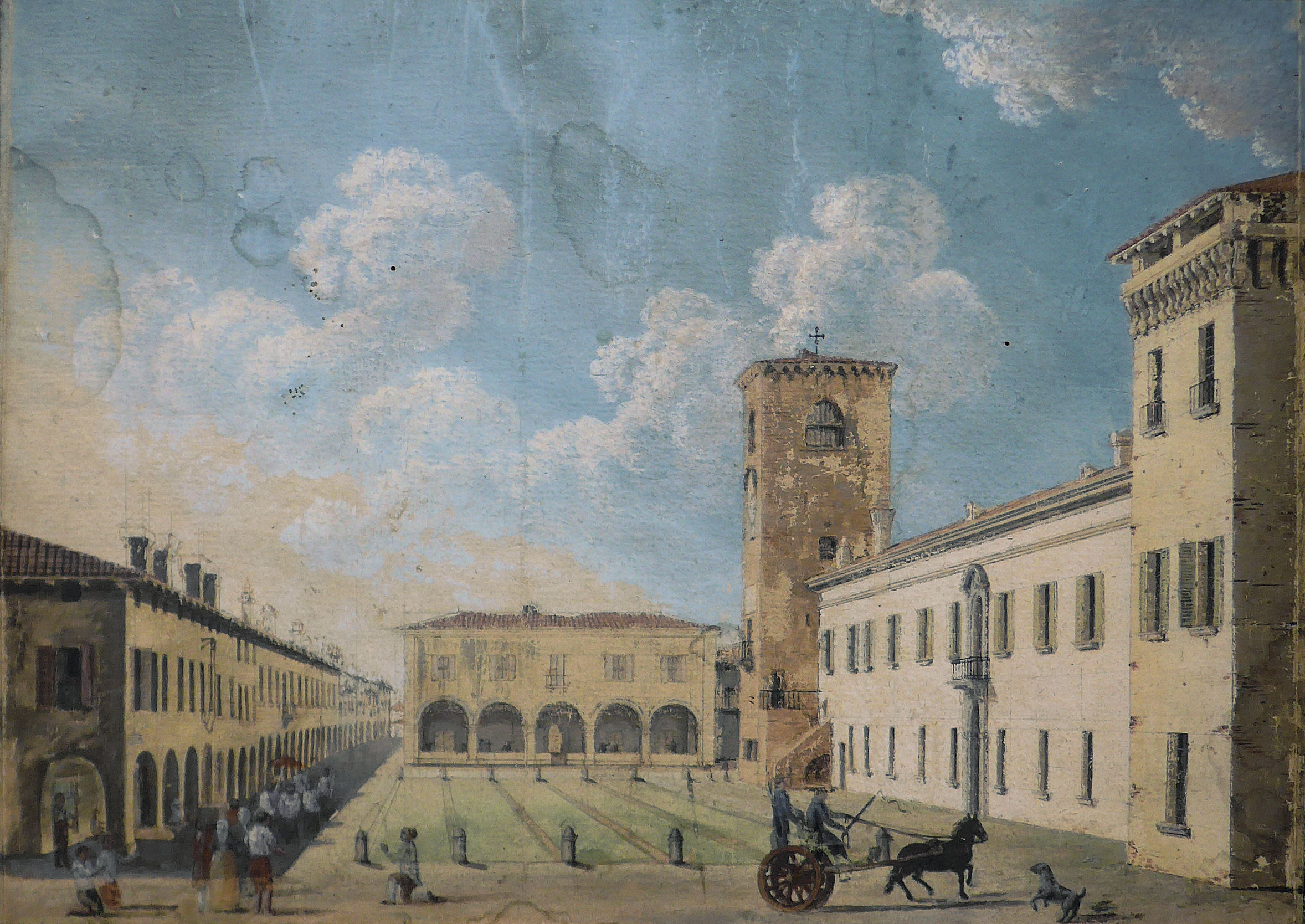
Piazza Mazzini, tempera su carta, anonimo seconda metà XVIII secolo, MAST Castel Goffredo

### Altre fonti
- 1999 – Immagina. Castel Goffredo: l'evoluzione di un territorio, CD-ROM, a cura del comune di Castel Goffredo.